# Le ore nude
Le ore nude è un film del 1964 diretto da Marco Vicario.

## Trama
Carla incontra lo studente Aldo e ha una relazione di un giorno con lui, che lei vorrebbe subito dopo ripetere con il marito Massimo.